# Brendon and Countisbury
Brendon and Countisbury är en civil parish i North Devon i Devon i England. Det inkluderar Brendon och Countisbury. Orten har 225 invånare (2001).